# Özge Özpirinçci
Özge Özpirinçci (Istambul, 1 de abril de 1986) é uma atriz turca.
Começou sua carreira como atriz em 2008, nas séries televisivas Cesaretin Varmı Aşka e Kavak Yelleri. Ainda no mesmo ano, desempenhou seu primeiro papel principal na série Melekler Korusun, transmitida pela Show TV.

## Filmografia

### Cinema
| Ano  | Título                      | Papel           | Ref.  |
| ---- | --------------------------- | --------------- | ----- |
| 2010 | Veda                        | Fikriye Hanım   | [ 2 ] |
| 2011 | Anadolu Kartalları          | Ayşe Dinçer     | [ 2 ] |
| 2014 | Karışık Kaset               | İrem            | [ 2 ] |
| 2017 | Acı Tatlı Ekşi              | Duygu           | [ 2 ] |
| 2020 | Biz Böyleyiz                | Efsun           | [ 2 ] |
| 2020 | Karakomik Filmler 2: Emanet | Deniz / Bahriye | [ 2 ] |

### Televisão
| Ano       | Título                | Papel                | Notas           | Ref.  |
| --------- | --------------------- | -------------------- | --------------- | ----- |
| 2008      | Cesaretin Varmı Aşka? | Ebru Karataş         |                 | [ 2 ] |
| 2008      | Kavak Yelleri         | Ada                  |                 | [ 2 ] |
| 2009–2010 | Melekler Korusun      | İpek Taşkır Üstündağ | Papel principal | [ 2 ] |
| 2010      | Deli Saraylı          | Dilruba              | Papel principal | [ 2 ] |
| 2011–2012 | Al Yazmalım           | Asiye Has Ateş       | Papel principal | [ 2 ] |
| 2012      | Ağır Roman Yeni Dünya | Zehir Ahu            | Papel principal | [ 2 ] |
| 2013–2014 | Tatar Ramazan         | Alin Terziyan        |                 | [ 2 ] |
| 2014–2015 | Aramızda Kalsın       | Görkem               |                 | [ 2 ] |
| 2015–2016 | Aşk Yeniden           | Zeynep Taşkın        | Papel principal | [ 2 ] |
| 2017–2020 | Kadın                 | Bahar Çeşmeli        | Papel principal | [ 2 ] |
| 2019      | Mucize Doktor         | Bahar Çeşmeli        |                 | [ 2 ] |
| 2023–     | Sandık Kokusu         | Karsu                | Papel principal | [ 2 ] |